# Grant Morrison
Grant Morrison   (Glasgow, 31 de gener de 1960) MBE és un escriptor, guionista i productor de còmics escocès. El seu treball és conegut per les seves narracions no lineals, la filosofia humanista i les tendències contraculturals. Morrison ha escrit molt per a l'editorial nord-americana de còmics DC Comics, fent llargues publicacions sobre Animal Man, Doom Patrol, JLA, Action Comics i The Green Lantern, així com les novel·les gràfiques Arkham Asylum, JLA: Earth 2 i Wonder Woman: Earth One, la meta-sèrie Seven Soldiers and The Multiversity, la minisèrie DC One Million i Final Crisis, ambdues que van servir com a eixos centrals per a les històries creuades de tota l'empresa homònima, i la maxi-sèrie All-Star Superman. El treball de DC més conegut de Morrison és la història de Batman de set anys que va començar a la sèrie en curs de Batman i va continuar fins a Final Crisis, Batman and Robin, Batman: The Return of Bruce Wayne i dos volums de Batman Incorporated. També van cocrear el personatge de DC Damian Wayne.
L'obra propietat del creador de Morrison, la major part del qual es va publicar a través del segell Vertigo de DC Comics, inclou Flex Mentallo i We3 amb l'artista escocès Frank Quitely, Seaguy amb l'artista Cameron Stewart, The Filth amb Chris Weston i la sèrie de tres volums The Invisibles. A Marvel, Morrison va escriure una sèrie de tres anys a New X-Men i va crear Marvel Boy per a l'empremta Marvel Knights de l'editor.
Entre el 2016 i el 2018, Morrison va exercir com a editor en cap de la revista Heavy Metal.
El treball de Morrison ha rebut l'aclamació de la crítica. Han guanyat nombrosos premis, inclosos els premis Eisner, Harvey i Inkpot. El 2012, Morrison va ser nomenat membre de l'Ordre de l'Imperi Britànic (MBE) pels serveis al cinema i la literatura.

## Biografia
Grant Morrison va néixer a Glasgow, Escòcia, el 1960. Es van educar a l'escola Allan Glen's on la seva primera cartera d'art va ser rebutjada pel seu professor d'orientació professional, que els va animar a treballar en un banc. Els seus primers treballs publicats van ser les tires de Gideon Stargrave per a Near Myths el 1978 (quan tenien uns disset anys), un dels primers còmics alternatius britànics. El seu treball va aparèixer en quatre dels cinc números de Near Myths i se'ls va animar adequadament a trobar més treballs còmics. Això incloïa una tira còmica setmanal, Captain Clyde, un superheroi a l'atur amb seu a Glasgow, per a The Govan Press, un diari local, a més de diversos números de Starblazer de DC Thomson, la contrapartida de ciència-ficció del títol Commando d'aquesta companyia.

## Carrera

###### dècada de 1980
Morrison va passar gran part de la dècada de 1980 fent gires i gravant amb la seva banda The Mixers, de tant en tant escrivint Starblazer per a DC Thomson i contribuint a diversos títols independents del Regne Unit. El 1982, Morrison va presentar una proposta que implicava la Lliga de la Justícia d'Amèrica i els New Gods de Jack Kirby titulada Second Coming to DC Comics, però no va ser encarregada. Després d'escriure The Liberators per a Dez Skinn 's Warrior el 1985, Morrison va començar a treballar per a Marvel UK l'any següent. Allà van escriure tires còmiques per a la revista Doctor Who, l'última una col·laboració amb un aleshores adolescent Bryan Hitch, així com una tirada de Zoids a Spider-Man i Zoids. L'any 1986 també es va publicar el primer d'un conjunt de dues o tres pàgines de Future Shocks de Morrison per a 2000 AD.
La primera sèrie continuada de Morrison va començar l'any 2000 dC el 1987, quan ells i Steve Yeowell van crear Zenith.
El treball de Morrison a Zenith els va cridar l'atenció de DC Comics, que va demanar a Morrison que treballés per a ells. Van acceptar les propostes de Morrison per a Animal Man, un personatge poc conegut del passat de DC l'aparició recent més notable del qual va ser un cameo a la sèrie limitada, Crisis on Infinite Earths, i per a un one-shot de Batman de 48 pàgines que finalment es convertiria en Arkham Asylum: A Serious House on Serious Earth.
Animal Man va posar Morrison en línia amb la " British Invasion " dels còmics nord-americans, juntament amb escriptors com Neil Gaiman, Peter Milligan, Jamie Delano i Alan Moore, que havien llançat la "invasió" amb la seva obra. a Swamp Thing.
Després d'impressionar amb Animal Man, a Morrison se li va demanar que es fes càrrec de Doom Patrol, començant la seva visió surrealista del gènere dels superherois amb el número núm. 19 el 1989. Doom Patrol de Morrison va introduir conceptes com el dadaisme i els escrits de Jorge Luis Borges en els primers números.
DC va publicar Arkham Asylum: A Serious House on Serious Earth el 1989 com una novel·la gràfica de 128 pàgines dibuixada per Dave McKean. L'historiador de còmics Les Daniels va observar el 1995 que " Arkham Asylum va ser un èxit sense precedents, venent 182.166 còpies en tapa dura i altres 85.047 en rústica".
Mentre treballava per a DC Comics a Amèrica, Morrison va continuar contribuint a títols independents britànics, escrivint St. Swithin's Day per a Trident Comics. Els temes anti- Margaret Thatcher St. Swithin's Day's van resultar controvertits, provocant una petita reacció de la premsa sensacionalista i una queixa del diputat conservador del Parlament (MP) Teddy Taylor. La polèmica va continuar amb la publicació de The New Adventures of Hitler a la revista escocesa de música i estil de vida Cut el 1989, a causa del seu ús d'Adolf Hitler com a personatge principal. La tira, sense acabar quan Cut va plegar, es va reimprimir i es va completar en el títol del spin-off de Fleetway l'any 2000, Crisis.
Dues obres escenificades per Oxygen House a Edinburgh Fringe tenien guions de Morrison. Red King Rising (1989) tractava d'una relació imaginada entre Lewis Carroll i Alice Liddell. L'altre, Depravity (1990) es refereix a l'ocultista britànic Aleister Crowley. Les obres van guanyar entre elles un Fringe First Award, l'Independent Theatre Award de 1989 i el Evening Standard Award for New Drama.

###### dècada de 1990
Morrison va tornar a Batman amb l'arc de la història " Gothic " als números 6–10 del títol de Batman Batman: Legends of the Dark Knight. A principis dels anys noranta, Morrison va renovar Kid Eternity per a DC amb l'artista Duncan Fegredo, i Dan Dare, amb l'artista Rian Hughes. Morrison va calorejar el brillant futur de Dare amb Thatcherism a Fleetway's Revolver.
El 1991 Morrison va escriure Bible John-A Forensic Meditation for Fleetway's Crisis, basat en una anàlisi de les possibles motivacions dels crims de l'assassí en sèrie Bible John. Cobrint temes similars a From Hell d'Alan Moore i Eddie Campbell, el treball va utilitzar tècniques de retall, un tauler Ouija i collage en lloc de panells convencionals per explicar la història.
L'any 1993, a Morrison, al seu també escriptor de còmics de Glasgow , Mark Millar i a John Smith, se'ls va demanar que revigoressin l'any 2000 d.C per a una carrera de vuit setmanes anomenada "The Summer Offensive". Morrison va escriure Judge Dredd i Really and Truly, i va coescriure el polèmic Big Dave amb Millar.
DC Comics va llançar el seu segell Vertigo l'any 1993, publicant diversos dels projectes propietat del creador de Morrison, com la minisèrie steampunk Sebastian O i la novel·la gràfica The Mystery Play . El 1995 es va publicar Kill Your Boyfriend, amb l'artista Philip Bond, publicat originalment com a one-shot de Vertigo Voices . El 1996 Morrison va escriure Flex Mentallo, un spin-off de Doom Patrol amb art de Frank Quitely, i va tornar breument als superherois de DC Universe amb l'efímera Aztek, coescrita amb Mark Millar.
El 1996, Morrison va rebre la Lliga de la Justícia d'Amèrica per renovar-se com a JLA, un còmic que reunia els "Set Grans" superherois de l'univers DC en un sol equip. Aquesta carrera va ser molt popular i va tornar el títol a l'estat de més venut. Morrison va escriure diversos números de The Flash amb Mark Millar, així com l'esdeveniment crossover de DC de 1998, la mini-sèrie de quatre números DC One Million, a més de traçar molts dels múltiples crossovers.
Amb els tres volums de The Invisibles, propietat del creador, Morrison va començar la seva obra més gran i possiblement més important. Els Invisibles combinaven referents polítics, pop i subculturals. Aprofitant la tensió premil·lenària, l'obra va ser influenciada pels escrits de Robert Anton Wilson, Aleister Crowley i William Burroughs, i la pràctica de la màgia del caos de Morrison a Thee Temple o Psychick Youth. El 1998 Morrison va publicar la peça en prosa "I'm A Policeman" a la col·lecció de contes mil·lenària Disco 2000 de Sarah Champion ; encara que no es fa cap connexió explícita amb Els invisibles, hi ha forts vincles temàtics entre les dues obres. A la DisinfoCon de 1999, Morrison va dir que gran part del contingut de The Invisibles era informació que els van donar uns extraterrestres que els van segrestar a Katmandú, que els va dir que difonguessin aquesta informació al món mitjançant un còmic. Més tard van aclarir que l'experiència que van titllar com a "Experiència d'abducció alienígena a Katmandú" no tenia res a veure amb extraterrestres o abducció, però que hi va haver una experiència que van tenir a Katmandú en que Els invisibles és un intent d'explicar. El títol no va ser un gran èxit comercial per començar. (De fet, Morrison va demanar als seus lectors que participessin en un " wankathon " mentre es concentraven en un símbol màgic, o segell, en un esforç per augmentar les vendes). Quan el títol es va rellançar amb el volum dos, els personatges es van traslladar a Amèrica. El tercer volum va aparèixer amb el compte enrere dels números, cosa que indica la intenció de concloure la sèrie amb el canvi del nou mil·lenni l'any 2000. A causa del retard de l'enviament del títol, el seu número final no es va enviar fins a l'abril de 2000.
La pel·lícula de 1999 The Matrix té nombrosos elements que han estat atribuïts per la crítica a la influència de The Invisibles de Morrison. Morrison es va sorprendre immediatament per les similituds amb el seu propi treball quan va veure la pel·lícula per primera vegada.

###### anys 2000
L'any 2000, la novel·la gràfica de Morrison JLA: Earth 2 va ser llançada amb Frank Quitely de dibuixant. Va ser l'últim treball principal de Morrison per a DC durant un temps, ja que es van traslladar a Marvel Comics. Mentre estava a Marvel, Morrison va escriure la sèrie de sis parts de Marvel Boy, i Fantastic Four: 1234, la seva interpretació d'un altre equip de superherois important. El juliol de 2001, van començar a escriure el títol principal d'X-Men, rebatejat com a New X-Men per la seva carrera, amb Quitely proporcionant gran part del dibuix. Una vegada més, la renovació per part de Morrison d'un equip de superherois important va resultar ser un èxit comercial, amb el títol saltant al numero 1 del lloc de venda i va establir Morrison com el tipus de creador el nom del qual en un títol garantiria les vendes. El seu penúltim arc " Planet X " va representar el vilà Magneto infiltrant-se i derrotant els X-Men sota l'aparença del nou personatge Xorn i desenvolupant una addicció a la droga que millora el poder "Kick".

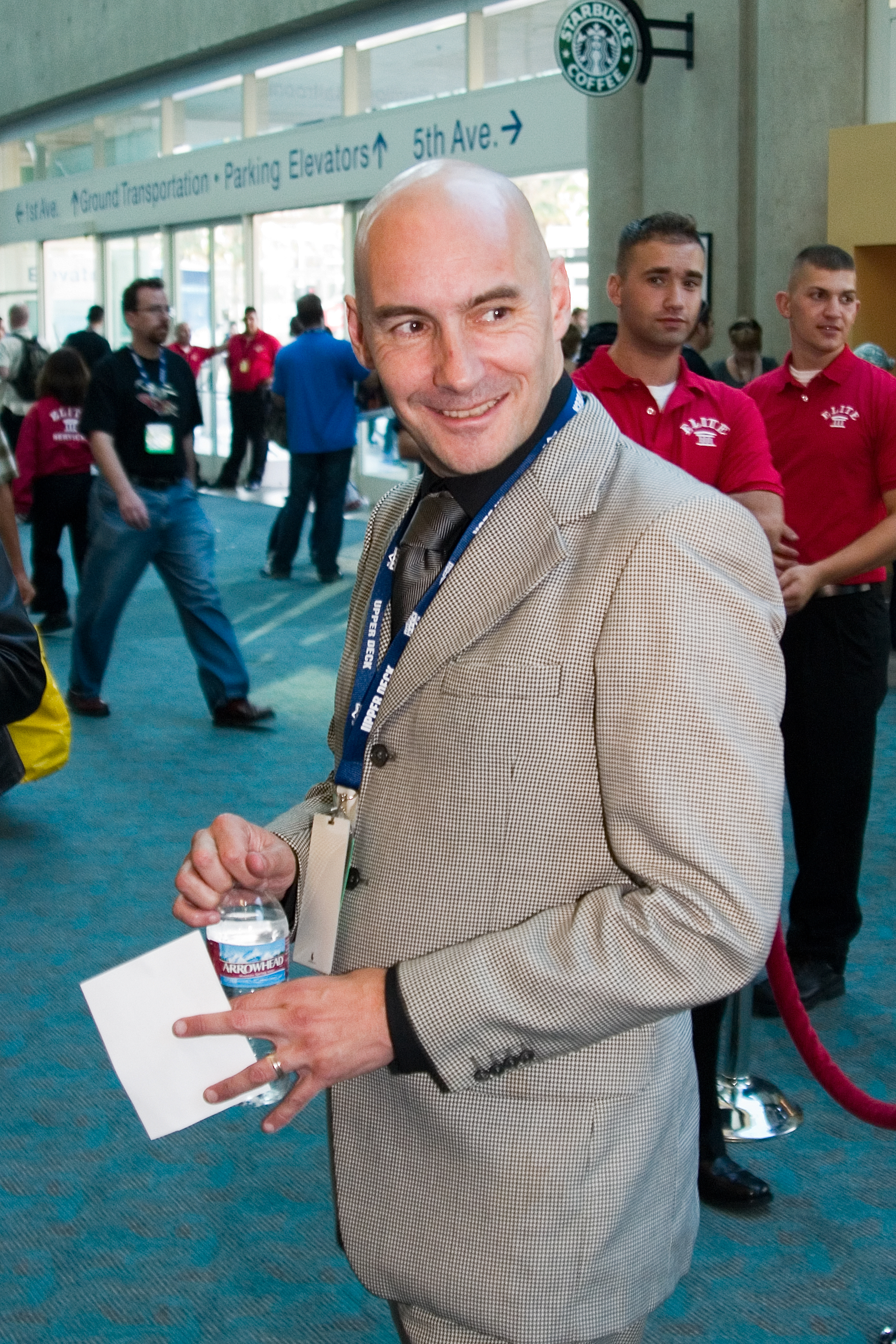
Morrison a la San Diego Comic-Con International de 2008

L'any 2002, Morrison va llançar el seu proper projecte propietat del creador a Vertigo:The Filth, dibuixat per Chris Weston i Gary Erskine, una minisèrie de 13 parts. Aquell mateix any, Morrison va vendre el guió Sleepless Knights a DreamWorks amb Guillermo del Toro adjunt a la direcció. Al mateix temps, Morrison estava treballant en el guió de la seqüela de la mini-sèrie Marvel Boy, però el projecte finalment no es va materialitzar. El 2004, Vertigo va publicar tres minisèries Morrison. Seaguy, We3, i Vimanarama. Morrison va tornar a la JLA amb la primera història d'una nova sèrie d'antologia, JLA Classified.
El 2005 Morrison va escriure Seven Soldiers, which featured the Manhattan Guardian, Mister Miracle, Klarion the Witch Boy, Bulleteer, Frankenstein, Zatanna i Shining Knight. La sèrie consta de set minisèries de quatre números interrelacionades amb dos volums "sujeta-llibres", 30 números en total. Dan DiDio, el vicepresident editorial de DC Comics, va quedar impressionat amb les idees de Morrison per revitalitzar molts dels personatges redundants de DC. Donant-los el títol no oficial de "home renovat", DiDio els va demanar que ajudessin a resoldre l'Univers DC després de la Infinite Crisis. Morrison was one of the writers on 52, una sèrie setmanal de còmics d'un any que va començar el maig de 2006 i va concloure el maig de 2007.
A partir del novembre de 2005, DC va publicar All-Star Superman, un arc d'història de dotze números de Morrison i Frank Quitely, un arc narratiu de dotze números de Morrison i Frank Quitely. No tant una renovació o un reinici de Superman, la sèrie presenta un Superman "icònic" fora de continuïtat per als nous lectors. All-Star Superman va guanyar el premi Eisner a la millor sèrie nova el 2006, el premi Eisner a la millor sèrie continuada el 2007 i diversos premis Eagle al Regne Unit. Va guanyar tres premis Harvey el 2008 i el premi Eisner a la millor sèrie continuada el 2009. El mateix any, Morrison i Quitely van treballar en l'àlbum Intensive Care de l'estrella del pop Robbie Williams, proporcionant dissenys complexos de cartes de Tarot per a l'embalatge i la portada del CD.
Morrison va proporcionar la història i el guió de dos videojocs, Battlestar Galactica (2003) i Predator: Concrete Jungle (2005), tots dos de Vivendi Universal. El 2006, New Line Cinema va optar a We3 com a projecte cinematogràfic amb Morrison com a guionista. L'any següent, Morrison va escriure l'adaptació del videojoc Area 51 per a consola domèstica per a Paramount en desenvolupament amb la producció de CFP Productions.
L'any 2006 Morrison va ser votat com el núm. 2 dels escriptors de còmics preferits de tots els temps per Comic Book Resources. Aquell mateix any, Morrison va començar a escriure Batman per a DC amb el número 655, reintroduint el personatge de Damian Wayne i assenyalant l'inici d'una carrera de set anys sobre el personatge a través de diversos títols. Van escriure rellançaments de The Authority i Wildcats, amb l'art de Gene Ha i Jim Lee respectivament, per a l'empremta Wildstorm de DC. WildC. ATS va fer una pausa després d'un número, The Authority es va suspendre després de dos numeros. La programació de The Authority va entrar en conflicte amb el de 52 i Morrison no estava content amb les crítiques: "I després vaig veure les ressenyes del número 1 i només vaig pensar 'que fot això'". Finalment va concloure sense la implicació de Morrison a The Authority: The Lost Year de Keith Giffen.
A la San Diego Comic-Con de 2007, DC Comics va anunciar que Morrison escriuria Final Crisis, una mini-sèrie de set números que apareixerà el 2008 amb JG Jones encarregant-se del dibuix. Morrison va anunciar que el 2008 es publicaria el seguiment de Seaguy del 2004 anomenat Seaguy 2: The Slaves of Mickey Eye, la segona part d'una sèrie de tres parts prevista.
A la New York Comic Con de 2008, Morrison va anunciar que treballarien amb Virgin Comics per produir "webisodes" (històries curtes animades) basades en el Mahābhārata ; no seria una traducció directa sinó, "Com els Beatles van agafar la música índia i van intentar fer sons psicodèlics... Estic intentant convertir la narració de l'Índia en un estil occidental per a persones educades en pel·lícules, còmics i videojocs". L'agost de 2009, Morrison i Frank Quitely van llançar la sèrie Batman and Robin.

###### anys 2010

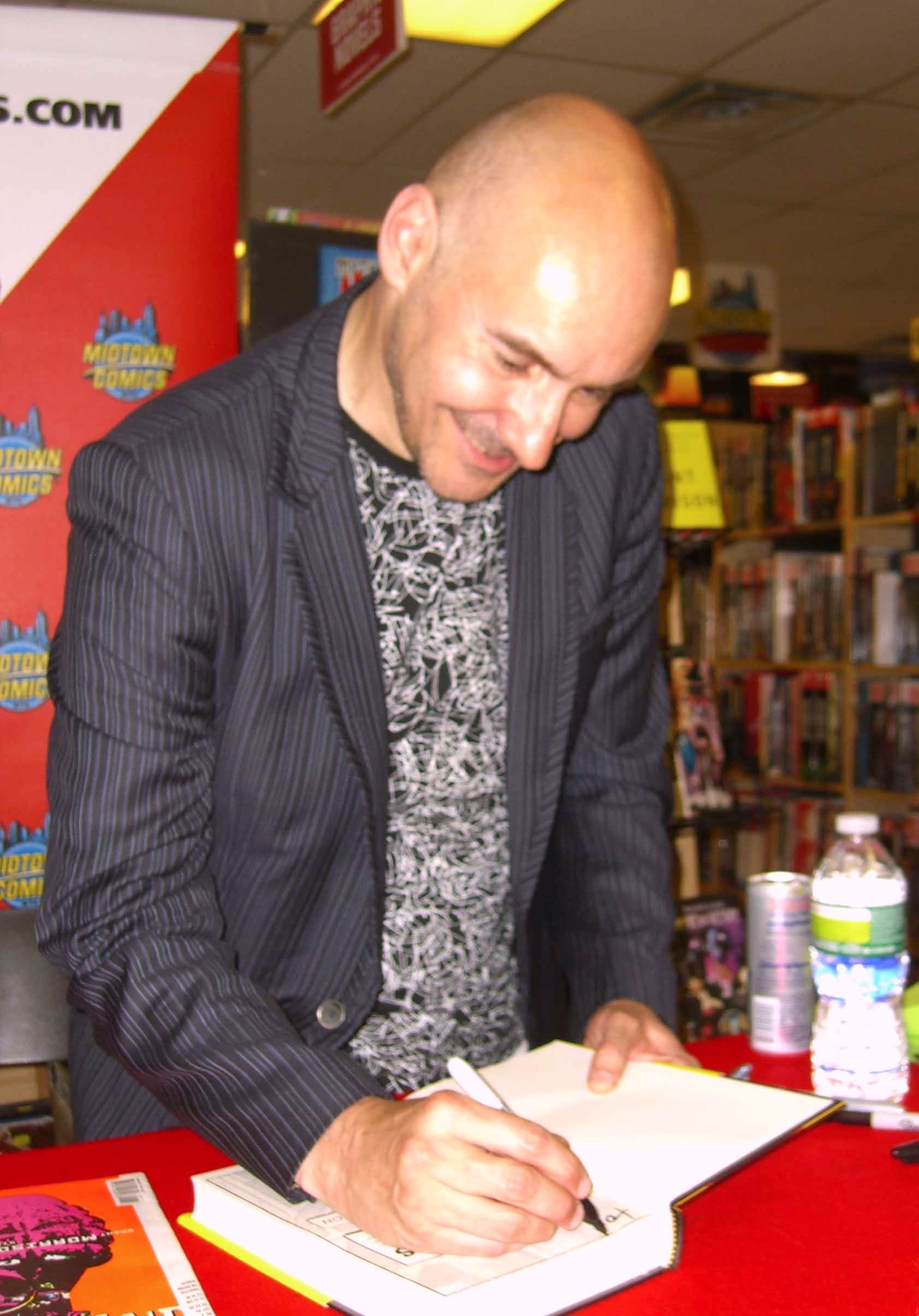
Morrison signant còpies de la seva anàlisi de superherois de 2011, Supergods, a Midtown Comics a Manhattan, 19 de juliol de 2011

Batman No. 700 (agost de 2010) va veure el retorn de Morrison al títol i una col·laboració amb un equip artístic format per Tony Daniel, Frank Quitely, Andy Kubert i David Finch. Les històries separades s'uneixen per il·lustrar que el llegat de Batman és inacabable i sobreviurà en el futur. A la San Diego Comic-Con International 2010 es va anunciar que Grant Morrison deixaria Batman i Robin amb el núm. 16 i llançant una nova sèrie titulada Batman Incorporated amb artistes giratoris començant per Yanick Paquette. Un llibre de Batman més orientat a l'equip inspirat en la sèrie d'animació de Batman: The Brave and the Bold, Batman Incorporated es basa en el treball de Morrison que es remunta a " Batman and Son " i Final Crisis, amb Bruce Wayne creant un projecte internacional. Franquícia de Batman a tot el món. La sèrie va patir una programació lenta i es va acabar després de vuit números mentre el DC Universe es va reiniciar el 2011; per salvar la bretxa es va publicar un llibre de prestigi que presentava dos números juntament amb una sinopsi que resumia la història fins ara. A mitjans de 2012, es va llançar un segon volum del còmic amb Chris Burnham sobre obres d'art, previst per a 12 números. Morrison va deixar els títols de Batman el 2013. Van matar el personatge de Damian Wayne a Batman Incorporated núm. 8 (abril de 2013) i el seu darrer número va ser el número 13 (setembre de 2013).
Morrison va tornar al treball del creador el 2010 amb la sèrie de vuit números Vertigo Joe the Barbarian, llançada al gener amb l'artista Sean Murphy. Originalment una sèrie de sis números, Morrison va pensar que la història es beneficiaria de dos números addicionals. El titular Joe és un nen diabètic que comença a al·lucinar un món de fantasia poblat de les seves joguines i altres personatges fantàstics quan deixa de prendre la seva medicació.
Després del tancament de Virgin Comics, Dynamite Entertainment i Liquid Comics van anunciar una associació per publicar una tapa dura de guions il·lustrats del projecte animat basat en Mahābhārata de Grant Morrison, 18 Days, amb il·lustracions de l'artista Mukesh Singh, que es va publicar l'agost de 2010. Són el tema d'un llarg documental titulat Grant Morrison: Talking with Gods. El documental inclou àmplies entrevistes a Morrison, així com a diversos artistes del còmic, editors i professionals amb els quals han treballat de prop. Talking with Gods va ser produït per Sequart Organization i es va estrenar el 2010 a la San Diego Comic Con.
Un altre projecte de 2010 va ser Bonnyroad, una sèrie de televisió de ciència-ficció presentada per Morrison a la BBC Morrison presentada amb el director Paul McGuigan i Stephen Fry.

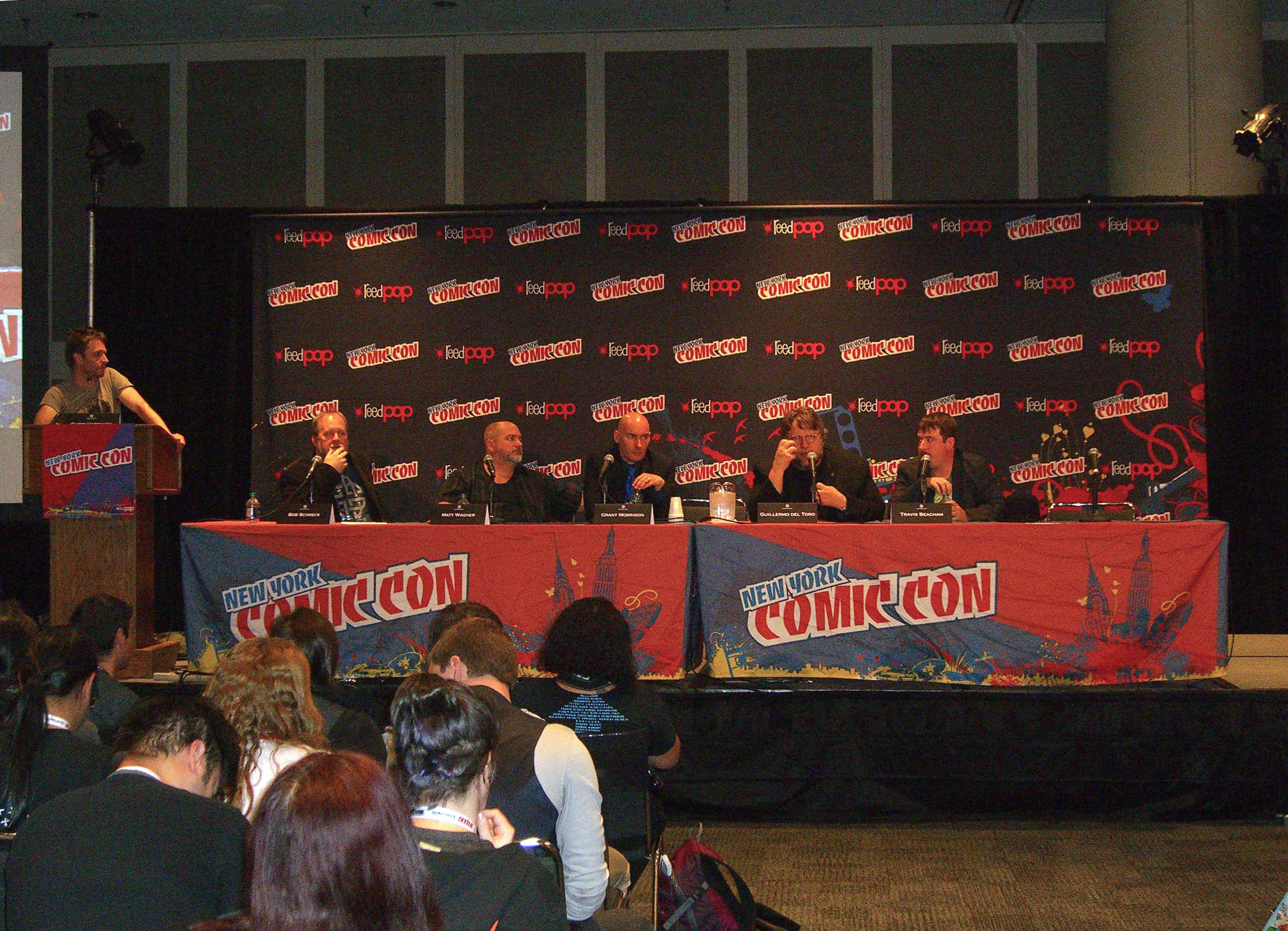
Morrison (quart des de l'esquerra) al panel de Legendary Comics de la New York Comic Con 2012. També a l'escenari, d'esquerra a dreta: Bob Schreck, Matt Wagner, Guillermo del Toro i Travis Beacham.

El juny de 2011, com a part de la renovació massiva de DC Comics de tota la seva línia de superherois, Morrison es va anunciar com a guionista del nou Action Comics No. 1, fent equip amb l'artista Rags Morales, marcant el retorn de Morrison al personatge de Superman després del final de All Star Superman.
El juliol de 2011, l'anàlisi dels superherois de Morrison, Supergods: Our World in the Age of the Superhero, va ser publicat per Random House Spiegel & Grau als Estats Units i Jonathan Cape al Regne Unit.
Morrison ha escrit un guió per a una pel·lícula titulada Sinatoro. L'any 2011 van treballar en el guió Dinosaurs vs Aliens per a la productora de Sam Worthington, Full Clip Production, i van dir que tenien previst treballar de nou en un guió basat en la història de l'any 2000 AD " Rogue Trooper ".
Morrison va ser nomenat membre de l'Ordre de l'Imperi Britànic (MBE) en els honors d'aniversari de 2012 pels serveis al cinema i la literatura.
El setembre de 2012, Morrison va publicar el seu primer treball d'Image Comics propietat del creador: Happy! amb Darick Robertson. El mateix mes, la MorrisonCon es va celebrar a l'Hard Rock Hotel and Casino (Las Vegas). Aquesta convenció a petita escala, comissariada per Morrison, va comptar amb diversos convidats de la indústria del còmic, com ara Robert Kirkman, Darick Robertson, Jason ron, Jim Lee, Gerard Way, Jonathan Hickman, Frank Quitely, JH Williams III i Chris Burnham.
El setembre de 2014, com a part de la gran incursió de Legendary Comics a la indústria, Morrison va llançar un altre còmic clau de propietat del creador: Annihilator with Frazer Iving. Una minisèrie de sis números, Annihilator va ser inspirada pels escrits de Thomas Ligotti i altres filòsofs nihilistes, i va jugar amb la idea de l'arquetip satànic. Una obra d'horror còsmic, protagonitzada per un monstruós guionista de Hollywood anomenat Ray Spass en els seus intents d'acabar el guió de la propera superproducció, mentre entra en contacte amb el personatge sobre el qual està escrivint: el diabòlic Max Nomax, el mateix Diable.
El febrer de 2015, el segon projecte d'Image de Morrison es va llançar amb el títol Nameless, propietat del creador, amb el col·laborador freqüent Chris Burnham. Una història d'horror còsmic apocalíptic, Nameless va intentar abordar el gènere des d'una nova lent, amb diferents influències, en lloc d'apoderar-se del seu icònic fundador HP Lovecraft, basant-se en tot, des del Tarot fins a The Qlippoth.
El novembre de 2015, Morrison va començar el seu projecte de creador més gran de la dècada, col·laborant amb BOOM! Studios per primera vegada per fer Klaus amb Dan Mora i Ed Dukeshire. Ambientada al voltant de la renovació del Pare Noel com una saga de superherois en expansió, s'ha demostrat que és l'obra més llarga del creador de Morrison, a la qual han tornat cada any des d'aleshores per fer una història.
El projecte The Multiversity de Morrison per a DC es va publicar el 2014 i el 2015. Una metasèrie de nou one-shots ambientada en alguns dels 52 mons del DC Multiverse, incloïa el títol principal de Multiversity que implica el retorn del president Calvin Ellis, el Superman negre de la Terra 23 vist originalment en Action Comics vol. 2 núm. 9, que va ser l'enquadrament de tota la sèrie. Altres temes inclouen The Society of Super-Heroes, una versió pulp dels personatges de DC; The Just : ambientat en un món de joves famosos; Pax Americana, dibuixat per Frank Quitely, Thunder World – un llibre de Captain Marvel; la Multiversity Guidebook; Mastermen que inclou una versió feixista de la Lliga de la Justícia i Ultra Comics.
El 2016, Morrison es va convertir en redactor en cap de l'antologia de còmics Heavy Metal. La seva implicació va durar fins al 2018. Durant el període, van escriure tires com; Industria, The Rise and Fall of Empires, ambdues amb un col·laborador freqüent i vell amic Rian Hughes. Altres tires inclouen The Smile of the Absent Cat amb l'artista Gerhard, així com Mythopia, Beachhead, Option 3, Nihilophilia, Ten Sounds That Represent a Kind of Person: A Historical Parody, The House of Heart's Desire i Beyond the Word and the Ximple, amb molts altres. Morrison també va escriure diversos editorials per a la revista durant aquest període, mentre escrivia històries en prosa ocasionals per a les funcions de còpia de seguretat d'Ahoy Comics.
El 2017, Morrison va co-crear la sèrie de televisió de Syfy Happy! , protagonitzada per Christopher Meloni i Patton Oswalt. Va començar la seva segona temporada el 2019.
El novembre de 2018, Morrison i l'artista Liam Sharp van llançar un nou còmic de Green Lantern titulat The Green Lantern per a DC Comics. Després de l'èxit de la primera temporada de The Green Lantern, es va anunciar una segona temporada, que es va publicar el 2020 però abans hi havia una mini-sèrie Blackstars que tractava del final de la primera temporada, llançada el novembre de 2019.

###### anys 2020
La "Season Two" de la sèrie Green Lantern de Morrison amb Liam Sharp va començar el 2020 i es va completar el març de 2021 juntament amb el llançament del seu tercer i últim volum de la sèrie Wonder Woman: Earth One.
Morrison va co-crear i va treballar com a escriptor i productor a la sèrie de televisió Brave New World del 2020 per al Peacock Streaming Service, després d'haver-la desenvolupat per a l'adaptació.
A principis de 2021, es va anunciar que es llançaria un nou còmic anomenat Proctor Valley Road, desenvolupat per Morrison en col·laboració amb NBCUniversal. La UCP de NBCUniversal, una divisió d'Universal Studio Group, també adaptarà la sèrie per a televisió. El primer número va ser publicat per Boom! Studios el març de 2021.
El març de 2021 es va anunciar que Morrison escriuria una sèrie de quatre números titulada Superman and The Authority, il·lustrada per Mikel Janin, que seria publicada per DC a finals de 2021.
En un butlletí del 2022, Morrison va revelar que havien presentat idees per a la Series 8 de Doctor Who al showrunner de la sèrie Steven Moffat. Aquests incloïen una història amb una versió infantil del Doctor, així com un nou vilà potencial. No es va encarregar cap, tot i que la BBC es va oferir a comprar els drets dels dolents de Morrison. (Aquest últim va declinar). Més tard aquell any, Morrison va publicar Luda, la seva novel·la en prosa de debut.

## Vida personal
En una entrevista del 2011, Morrison va declarar que ells i la seva dona Kristan no tenien fills. Quan se'ls va preguntar si es van penedir d'això, Morrison va respondre: "Lleugerament, però no ho sé. M'agraden molt els nens i m'entenc amb ells i és aquest aspecte, però veig gent amb nens reals. El trauma i els problemes. I si em preocupa que el meu gat estigui malalt, la idea de preocupar-se cada dia per un nen seria encara més infernal".
Morrison utilitza «They» singular. En una entrevista de 2020 a Mondo2000, Morrison va esmentar que "havien estat no binaris, travestis, gender queer '", des dels 10 anys, però no tenien el vocabulari per descriure com es sentien en aquell moment. Parlant més tard de l'article, Morrison va dir que odiaven que se'ls percebin com a sortides recentment: "Tinc 62 anys, ja fa molt de temps que vaig descobrir la meva merda de sexualitat!" Morrison va dir més tard que rebutjaven les etiquetes i que "No puc viure en una caixa. Decepcionaré a qualsevol que em posi una etiqueta. Es deixarà de manera molt natural". Més tard van escriure que tot i que no utilitzen l'etiqueta no binària, reconeixen que, depenent de la definició, "potser la sabata encaixa després de tot".
També van escriure que, tot i que mai els van demanar pronoms, han arribat a preferir-los. No obstant això, no els importa ser referits amb pronoms he/him.

## Premis
- Premi Inkpot[125]
- Ordre de l'Imperi Britànic (MBE)[117]

## Aparicions com a personatge de còmic
Grant Morrison va aparèixer per primera vegada com a personatge de còmics als cameos dels números 11 i 14 d' Animal Man. Van fer una aparició completa al final del número 25 el 1990 i van passar la major part del número 26 en una llarga conversa amb el personatge principal del còmic. El personatge va aparèixer l'any següent a Suicide Squad No. 58, escrit per John Ostrander, com un personatge anomenat Writer que va ser un dels diversos personatges menors assassinats en una de les missions suïcides de la sèrie.
Van ser representats en un número de Simpsons Comics, lluitant amb el seu també escriptor de X-Men, Mark Millar.
A la minisèrie Seven Soldiers de Morrison de 2005-2006 i els seus vincles, Morrison apareix com el membre renegat de vuit "enginyers de la realitat" i es transforma en el personatge de l'edat de plata Zor, i després torna a ser un personatge semblant a Morrison amb un vestit de mag, encara que amb els cabells foscos. i una barba. Després de la derrota del renegat, Morrison, amb un clip de corbata amb el logotip de DC Comics, es converteix en el narrador del capítol final.
La minisèrie Tales of the Unexpected compta amb Morrison juntament amb els seus 52 coguionistes Geoff Johns, Greg Rucka i Mark Waid.
A DC: The New Frontier de Darwyn Cooke, Morrison va ser el model físic de Captain Cold.

## Actuació
Morrison també va aparèixer com ells mateixos al novè episodi de la quarta temporada de Titans, titulat "Dude, Where's my Gar?".

## Adaptacions de l'obra de Morrison
| Curs         | Títol                                | Notes                                            |
| ------------ | ------------------------------------ | ------------------------------------------------ |
| 2010         | Justice League: Crisis on Two Earths | Pel·lícula d'animació Basat en JLA: Earth 2      |
| 2011         | Superman All-Star                    | Pel·lícula d'animació Basat en All-Star Superman |
| 2014         | Son of Batman                        | Pel·lícula d'animació Basat en Batman and Son    |
| 2017-2019    | Happy!                               | Sèrie d'acció en viu Basat en Happy!             |
| 2019-present | Doom Patrol                          | Sèrie d'acció en viu Basat en Doom Patrol        |